# Stars (gruppo musicale canadese)
Stars è una band canadese di indie rock.  
Formata originariamente a Toronto dal cantante Torquil Campbell e dal tastierista Chris Seligman, la band si è poi trasferita a New York e quindi a Montréal.

Il loro stile musicale è stato descritto come "beautiful, eloquent indie pop", caratterizzato da arrangiamenti sontuosi, produzione folgorante, testi eloquenti e linee vocali morbide e non banali.
Lo stile musicale della band si è evoluto dall'"electro-pop" del primo album Nightsongs verso soluzioni più vicine a sonorità rock degli ultimi due album, nei quali sono si sono aggregati come membri permanenti la chitarrista Amy Millan, il bassista Evan Cranley ed il batterista Pat McGee.
Il singolo della svolta per la band è stato Ageless Beauty, tratto dal loro album del 2004 Set Yourself on Fire. 
Questo lavoro, nonostante non avesse suscitato particolare interesse alla sua uscita in Canada nell'ottobre 2004, si è invece guadagnato i plausi della critica musicale internazionale, dopo l'uscita internazionale dell'album, nel marzo 2005.
Millan e Cranley sono anche membri della band indie Broken Social Scene, edita dalla stessa etichetta degli Stars, la canadese  Arts & Crafts. Millan ha anche prodotto un album solista nel 2006.
Campbell è anche attore ed è apparso in diverse serie televisive, come Sex and the City e Law & Order.
Alcune canzoni della band, "The Vanishing", "Your Ex-Lover Is Dead", e "The Big Fight", sono apparse nella colonna sonora di programmi televisivi come The O.C. e The Next Generation.
Sul loro sito, citano una vasta varietà di influenze musicali che variano da Hector Berlioz agli Outkast, citando fra gli altri Syd Barrett, Prefab Sprout, New Order, The Smiths, Brian Wilson, Momus, ed ovviamente, i Broken Social Scene. Hanno eseguito una cover della canzone degli Smiths This Charming Man nell'album del 2001 Nightsongs e la canzone dei Pogues Fairytale of New York nel 2005.

## Discografia

### Album in studio
- 2001 - Nightsongs
- 2003 - Heart
- 2004 - Set Yourself on Fire
- 2007 - In Our Bedroom after the War
- 2010 - Five Ghosts
- 2012 - The North
- 2014 - No One Is Lost
- 2017 - There Is No Love in Fluorescent Light

### EP
- 2001 - A Lot of Little Lies for the Sake of One Big Truth
- 2001 - The Comeback EP
- 2002 - Dead Child Stars
- 2008 - Sad Robots

### Singoli
- 2004 - Petite Mort b/w What The Snowman Learned About Love [Montag Remix]
- 2005 - Ageless Beauty b/w Petit Mort & Ageless Beauty [Most Serene Mix]
- 2005 - Your Ex-Lover Is Dead b/w Fairytale Of New York
- 2006 - It's Alchemy!

### Compilation
- 1999 - Was It Him Or His Music? A Le Grand Magistery sampler
- 2000 - Reproductions: Songs Of The Human League
- 2004 - Siblings Soundtrack
- 2005 - Arts & Crafts - Adventures In Advertising
- 2005 - Music from the OC: Mix 5
- 2005 - A Very Magistery Christmas

## Premi e nomination
2004
- Heart - Nomination: Alternative Album of the Year Juno Award.

2005
- Set Yourself on Fire - Nomination: Alternative Album of the Year Juno Award.